# Certosa di San Pietro
La certosa di San Pietro, detta anche certosa di Pontignano, è un edificio religioso situato in località Pontignano, presso Ponte a Bozzone, nel comune di Castelnuovo Berardenga, in provincia di Siena.

## Storia
La certosa di san Pietro a Pontignano era una delle tre sorte nel territorio senese insieme a quella di Maggiano e a quella, oggi scomparsa di Belriguardo. Venne fondata nel 1343 da Bindo di Falcone Petroni il quale assegnò per il mantenimento anche dei beni posti nei comunelli di Cellole e Misciano. Dopo che il suo progetto era stato approvato dal vescovo di Siena Donosdeo Malavolti, il Petroni, affidò l'incarico di costruire il monastero a un certosino dell'Aquitania, frate Amerigo, deputato del capitolo di Grenoble, con l'impegno che il monastero potesse ospitare dodici monaci e tre conversi. Nel 1353 il Petroni fece testamento e lasciò tutti i suoi beni alla nuova comunità monastica. Nel 1385 il monastero fu dotato di un giro di mura.
Il cenobio riportò molti danni durante la Guerra di Siena (1554-1555) quando venne saccheggiata e semidistrutta tanto che si rese necessaria una ristrutturazione. I lavori erano conclusi nel 1607 quando venne ricosacrata dall'arcivescovo Camillo Borghesi. 
Nel 1784 fu soppressa in seguito alle leggi leopoldine. Ne tentarono il salvataggio gli eremiti camaldolesi di Monte Celso ma nel 1810 venne nuovamente soppressa da Napoleone. L'attività ecclesiastica non si interruppe solo grazie al trasferimento a Pontignano della parrocchia di San Martino a Cellole. Dopo vari passaggi di proprietà, nel 1959 grazie alla passione e all'impegno del senese Mario Bracci, giudice costituzionale e Rettore dell'Università di Siena, il cenobio venne acquistato e trasformato in collegio universitario dalla stessa università.
La struttura è oggi utilizzata sia per conferenze che per soggiorni.

## Descrizione
Del complesso monastico di epoca medievale rimangono solo parte delle strutture, soprattutto in corrispondenza della chiesa. Si articola su quattro chiostri: quello principale o "delle Obbedienze" era per i conversi, che avevano contatti con l'esterno, e gli ospiti; quello propriamente dei conversi, attorno al quale si trovavano le celle di questi ultimi; quello della clausura, o chiostro Grande, dove si disponevano gli alloggi dei certosini e, al centro, era il campo mortuario; infine il chiostro dei monaci, nascosto, da dove i certosini accedevano alla chiesa, al refettorio e ad altri ambienti senza mai entrare in comunicazione con gli esterni. 

### La chiesa dei monaci

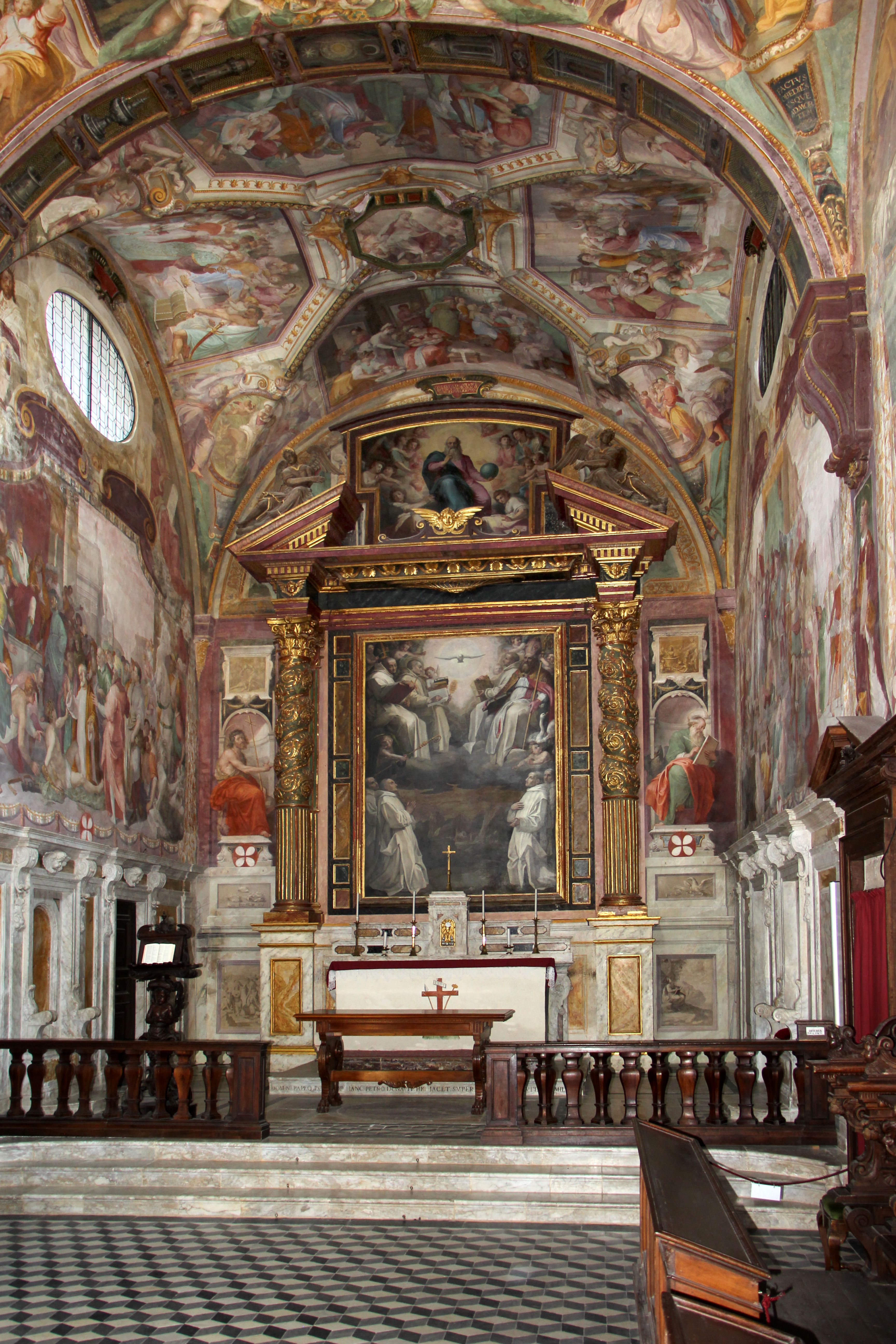
L'altare della chiesa dei monaci

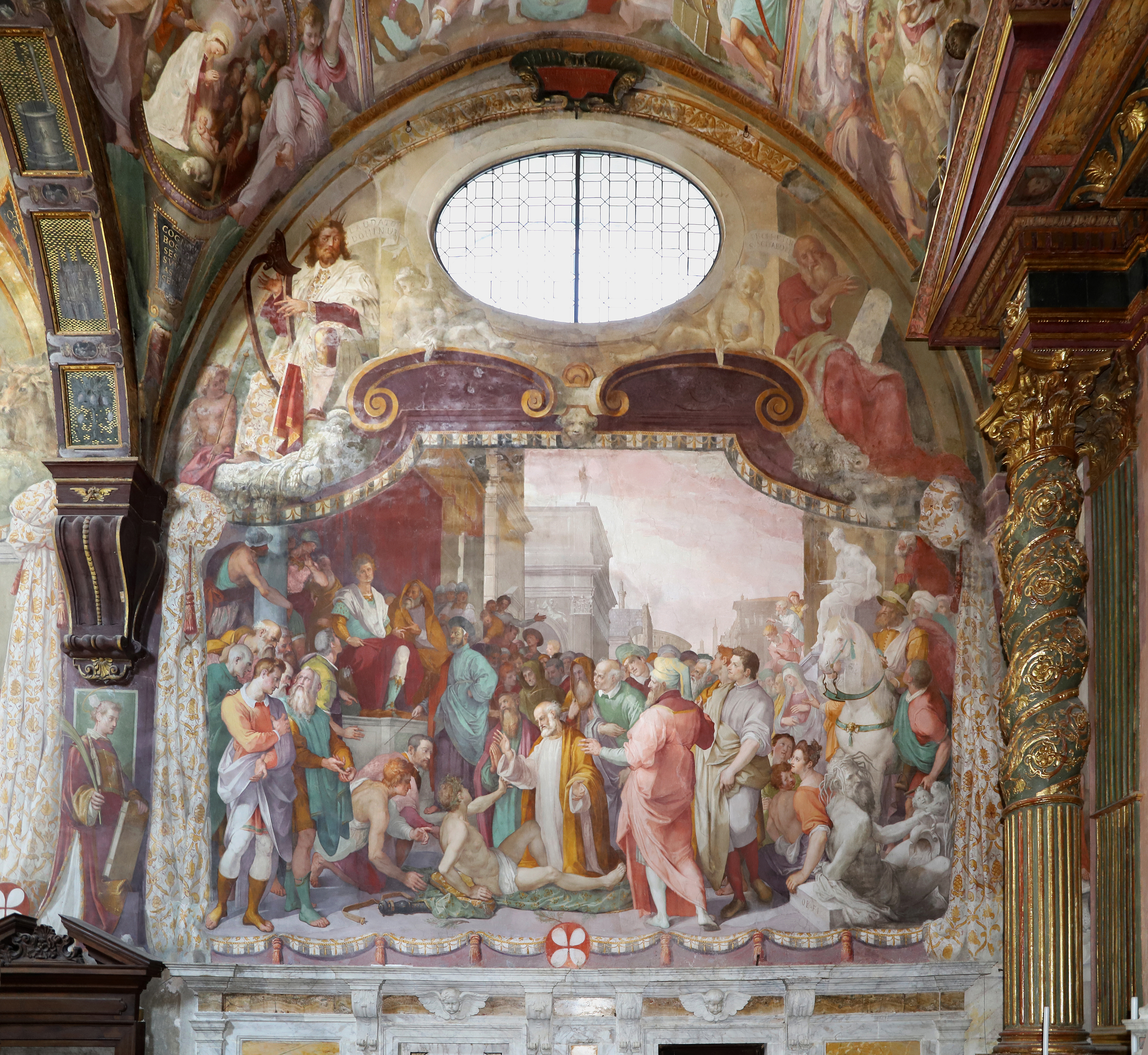
Bernardino Poccetti, San Pietro resuscita il figlio di Teofilo, 1590-96 circa

La chiesa, dedicata a san Pietro, sebbene notevolmente trasformata e arricchita all'interno è la struttura che principalmente lascia intravedere i caratteri originari. L'impianto è ad aula unica coperta con due volte a crociera. In corrispondenza della facciata il paramento murario appare molto più accurato che nelle fiancate e nella parete terminale dove progressivamente perde in regolarità. Le aperture dell'interno sono caratterizzate da un'estrema semplicità delle forme come ad esempio le due finestre rettangolari che si aprivano sul fondo i cui archivolti non si ricollegano a nessuna delle pratiche architettoniche in uso nell'ambito senese del XIV secolo ma derivano direttamente dallo stile romanico.
Dopo i danni causati dalla guerra di Siena i monaci decisero di riadattare la trecentesca chiesa interna del monastero con una nuova decorazione, anche per adattarla ai nuovi dettami del Concilio di Trento. La decorazione ad affresco non è documentata, ma sicuramente dovette inizialmente affidata al fiorentino Bernardino Poccetti, maestro molto noto che già aveva lavorato con successo per altri conventi certosini toscani, il quale programmò con l'aiuto dei monaci un intreccio di storie di san Pietro, titolare della certosa, di Cristo e dell'Ordine certosino, assieme a quelle della Vergine per cui i certosini avevano un particolare devozione. Alla realizzazione del ciclo in maestro lavorò, con ricorso ad aiuti, fino al 1596-1597, occupandosi sicuramente dell'altare maggiore e della terza campata, quella dell'altare; impostò poi la seconda campata, dipingendo sicuramente i santi tra i lunettoni, ma dovette improvvisamente lasciare l'impresa incompiuta. Solo nell'Ottocento si elencarono una serie di nomi di allievi e seguaci (Orazio Porta, Giovanni Battista Brugieri, Raffaello Vanni) che però non sono mai stati comprovati. A proposito delle volte, sebbene il disegno delle partiture sia tipico delle imporese del Poccetti, la realizzazione materiale è stata attribuita a un pittore senese della scuola di Alessandro Casolani (seconda campata, Storie della Passione) e a Sebastiano Folli (prima campata, Storie del Battista). Solo verso il 1668 il frate certosino lucchese Stefano Cassiani completò le scene mancanti della seconda e della prima campata, adattandosi per quanto possibile allo stile del suo predecessore. 
La chiesa è divisa in tre campate, le cui volte quindi mostrano: dall'ingresso le Storie di san Giovanni Battista, della Passione di Cristo e di Maria. Le pareti sono divisibili in due fasce, il lunettone con Dottori della Chiesa, Evangelisti e Profeti ai lati delle finestre, e il riquadro inferiore. Nei riquadri si trovano:
Prima campata
- Controfacciata: Apoteosi di san Bruno, Santi Pietro e Paolo, di Stefano Cassiani
- Destra: Morte di Anania, Santi Girolamo e Ambrogio, avviato dal Poccetti e concluso da Stefano Cassiani
- Sinistra: San Pietro consegna a san Bruno l'Ufficio della Vergine, Santi Gregorio Magno e Agostino di Stefano Cassiani (firmato e datato)

Seconda campata
- Destra: Discorso della montagna e arrivo dei certosini via mare, Santi Marco e Matteo, di Poccetti e aiuti
- Sinistra: Lavanda dei piedi, Santi Giovanni e Luca, di Stefano Cassiani

Terza campata
- Altare: Glorificazione dell'Ordine certosino di Poccetti; in alto Dio Padre; ai lati Santi Giovanni Battista ed Evangelista con Storie ed emblemi a monocromo
- Destra: Martirio dei santi Pietro e Paolo di Poccetti (siglato)
- Sinistra: San Pietro resuscita il figlio di Teofilo di Poccetti

Tra le campate si trovano figure di Santi (tra prima e seconda i Santi Cosma e Damiano; tra seconda e terza i Santi Lorenzo e Stefano) e sulle volte i Simboli della Passione e gli Attributi mariani, tutti di Poccetti e aiuti.
Il coro ligneo, a ventisei stalli, fu realizzato dal fiorentino Domenico Atticciati nel 1593. Il rivestimento marmoreo del presbiterio venne completato nel 1591.

### Altri ambienti

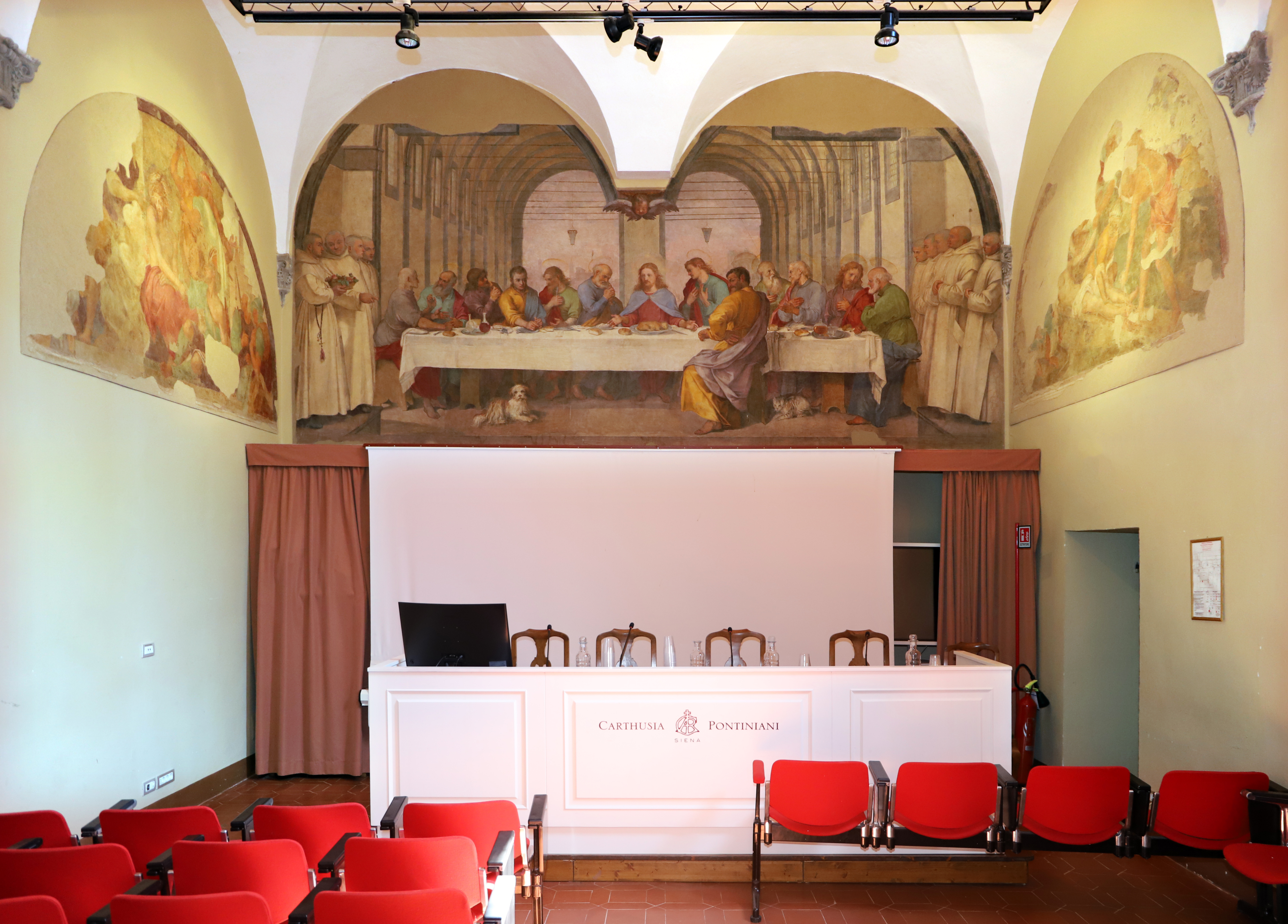
Il refettorio con lUltima Cena del Poccetti, 1596

Sempre al Poccetti spettano gli affreschi del refettorio (Ultima cena, documentati 1596) e del chiostro grande (Storie della Passione e Morte di san Bruno, oggi staccate e conservate pure nel refettorio). Una Madonna col Bambino che illustra la regola a san Bruno è in una stanza del priore, e un Cristo alla colonna nel chiostro dei monaci, riferibili entrambi alla bottega del Poccetti.
Alla fine del Cinquecento venne ricostruito anche il chiostro principale, già dei conversi, in uno stile tipicamente tardo-rinascimentale, dove si trova il pozzo e dove prospetta la chiesa.
Sulla fiancata destra si trova il palazzo che, verso il giardino, presenta un doppio loggiato. Un terzo chiostro, il più grande, si trova dietro la chiesa e conteneva le celle dei monaci, su tre lati; le lunette qui affrescate dalla bottega del Poccetti si trovano oggi nel refettorio. Nel giardino fanno bella mostra una grande peschiera e gli orti.
Nella cappella di Sant'Agnese, già cappella privata del priore, riferibili ad Apollonio Nasini (1740-50 circa). Da segnalare, infine, il San Romualdo genuflesso di Antonio Fanzaresi (1607 circa).
Nel "Cappellone" dove un tempo assistevano alla messa i laici che gravitavano attorno alla certosa (oggi chiesa parrocchiale), si trova anche una Crocifissione realizzata da Francesco Vanni sull'altare maggiore, e due affreschi di Giuseppe Nicola Nasini.

## Bibliografia

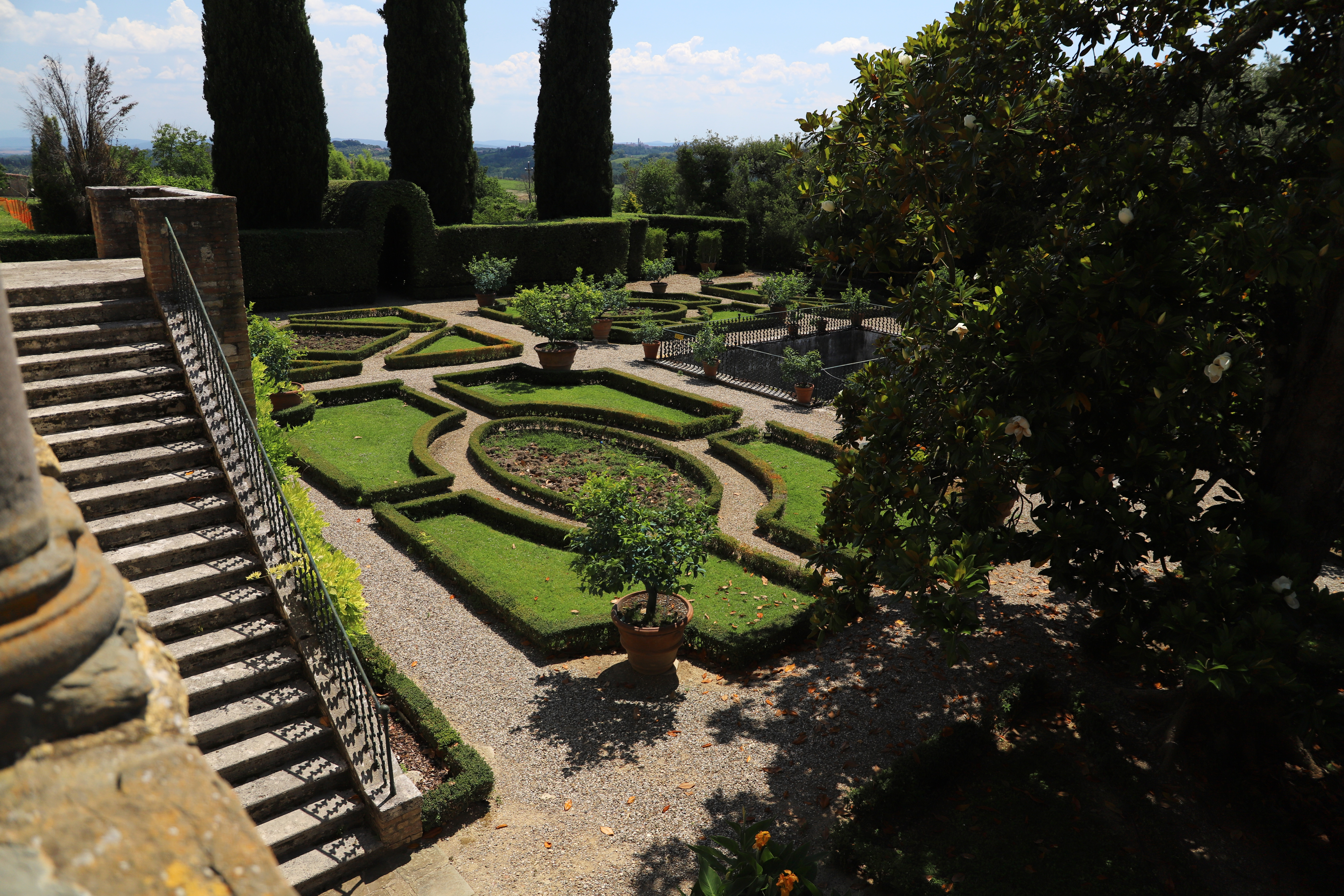
I giardini all'italiana